# 韦斯特里克和康迪亚克
韦斯特里克和康迪亚克（法語：Vestric-et-Candiac，法語發音：[vɛstʁik e kɑ̃djak]）是法国加尔省的一个市镇，属于尼姆区。

## 地理
韦斯特里克和康迪亚克（43°44'24"N, 4°15'33"E）面积10.92 平方千米，位于法国奧克西塔尼大區加尔省，该省份为法国南部沿海省份，南端濒地中海，北起顺时针与阿尔代什省、沃克吕兹省、罗讷河口省、埃罗省、阿韦龙省和洛泽尔省接壤。
与韦斯特里克和康迪亚克接壤的市镇（或旧市镇、城区）包括：博瓦桑、布瓦西耶尔、勒凯拉尔、于绍、沃韦尔、韦尔热兹。

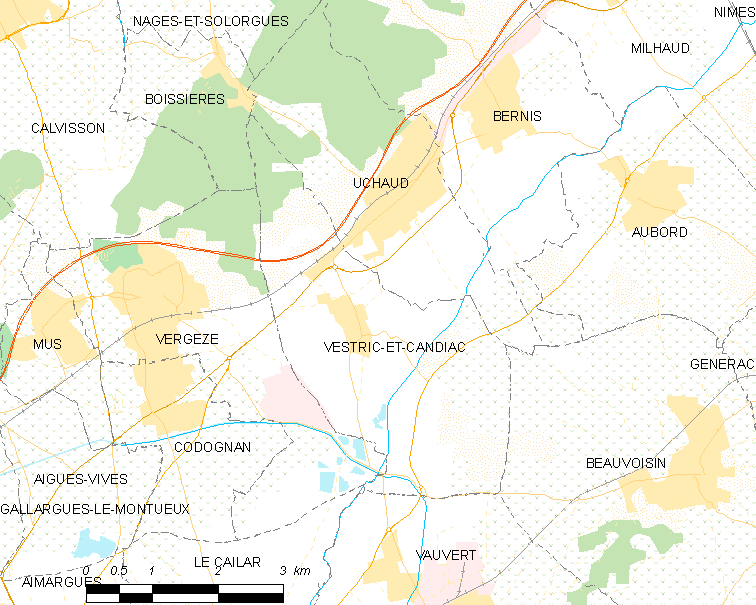
韦斯特里克和康迪亚克的OSM定位图

韦斯特里克和康迪亚克的时区为UTC+01:00、UTC+02:00（夏令时）。

## 行政
韦斯特里克和康迪亚克的邮政编码为30600，INSEE市镇编码为30347。

## 政治
韦斯特里克和康迪亚克所属的省级选区为沃韦尔县。

## 人口

1962-2008年间韦斯特里克和康迪亚克人口变化图示

韦斯特里克和康迪亚克于2022年1月1日时的人口数量为1345人。